# 揚西維爾 (北卡羅萊納州)
揚西維爾（英語：Yanceyville）是一個位於美國北卡羅萊納州卡斯韋爾縣的城鎮。同時該地也是卡斯韋爾縣的縣治。

## 人口
根據2020年美國人口普查的數據，揚西維爾的面積為18.03平方千米，當中陸地面積為17.94平方千米，而水域面積為0.09平方千米。當地共有人口1937人，而人口密度為每平方千米107人。